# Wysocko Wielkie (gromada)
Wysocko Wielkie – dawna gromada, czyli najmniejsza jednostka podziału terytorialnego Polskiej Rzeczypospolitej Ludowej w latach 1954–1972.
Gromady, z gromadzkimi radami narodowymi (GRN) jako organami władzy najniższego stopnia na wsi, funkcjonowały od reformy reorganizującej administrację wiejską przeprowadzonej jesienią 1954 do momentu ich zniesienia z dniem 1 stycznia 1973, tym samym wypierając organizację gminną w latach 1954–1972.
Gromadę Wysocko Wielkie z siedzibą GRN w Wysocku Wielkim utworzono – jako jedną z 8759 gromad na obszarze Polski – w powiecie ostrowskim w woj. poznańskim, na mocy uchwały nr 32/54 WRN w Poznaniu z dnia 5 października 1954. W skład jednostki weszły obszary dotychczasowych gromad Wysocko Małe, Wysocko Wielkie i Smardów ze zniesionej gminy Kamienice Nowe w tymże powiecie. Dla gromady ustalono 19 członków gromadzkiej rady narodowej.
4 lipca 1968 gromadę zniesiono, a jej obszar włączono do gromad: Przygodzice (miejscowości Smardów i Wysocko Małe) i Kamienice Nowe (miejscowość Wysocko Wielkie) w tymże powiecie.